# إيف لي جان
إيف لي جان (بالفرنسية: Yves Le Jan)‏ هو رياضياتي فرنسي، ولد في 15 أبريل 1952 في غرونوبل في فرنسا.